# Ectropis odontophora
Ectropis odontophora là một loài bướm đêm trong họ Geometridae.